# جمشید قائم مقام
جمشید قائم مقام (زاده ۱۳۵۶) نمایندهٔ دورهٔ دوازدهم مجلس شورای اسلامی از حوزهٔ انتخابیهٔ رامیان و آزادشهر در استان گلستان است که با کسب ۱۸۶۵۹ رای به مجلس شورای اسلامی راه پیدا کرد.